# Hydromanicus scotosius
Hydromanicus scotosius är en nattsländeart som beskrevs av Wolfram Mey 1996. Hydromanicus scotosius ingår i släktet Hydromanicus och familjen ryssjenattsländor. Inga underarter finns listade i Catalogue of Life.